# Simulium fontinale
Simulium fontinale är en tvåvingeart som beskrevs av Radzivilovskaya 1948. Simulium fontinale ingår i släktet Simulium och familjen knott. Arten har ej påträffats i Sverige. Inga underarter finns listade i Catalogue of Life.